# 시타델 (보드 게임)

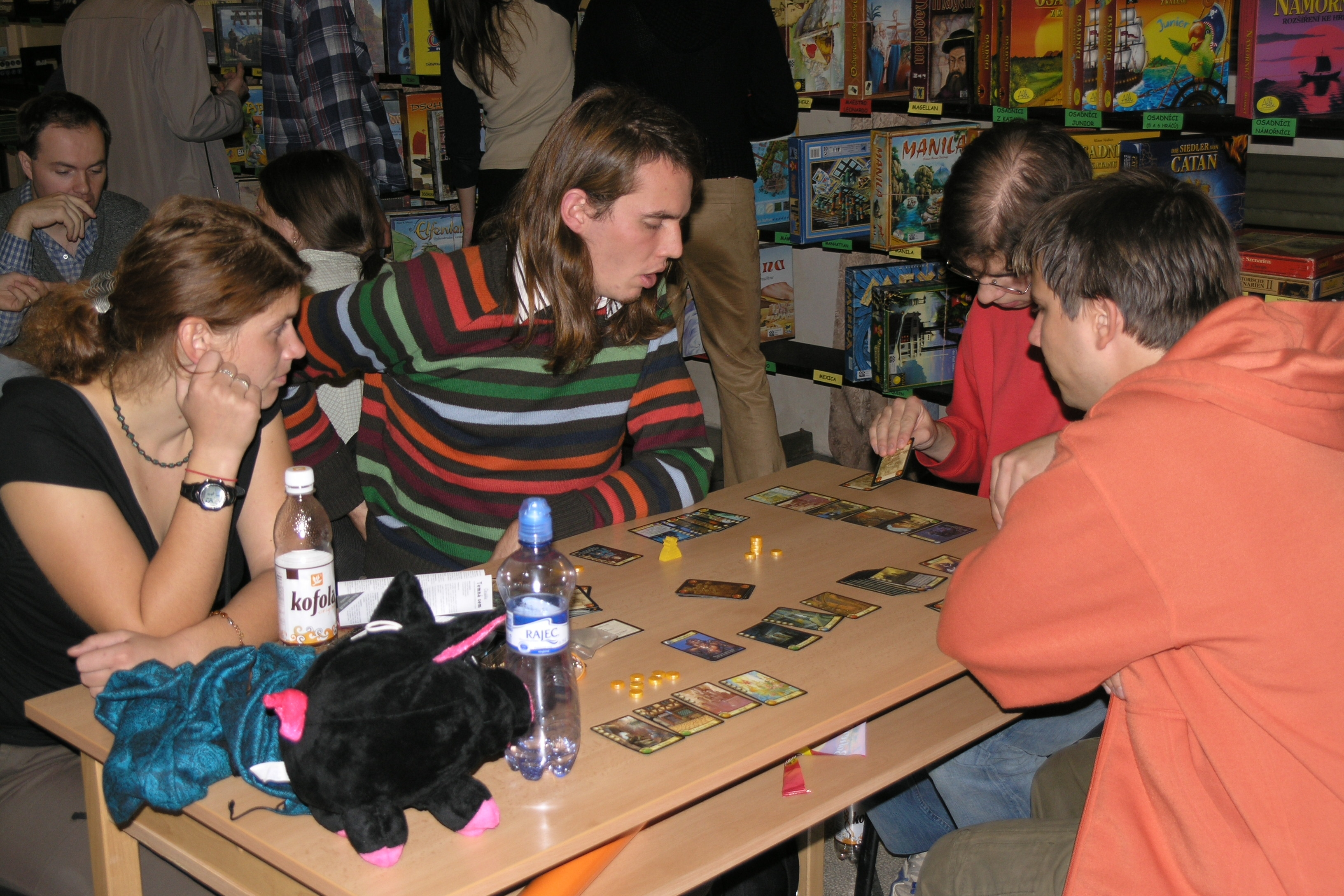
시타델

시타델(Citadels)은 Fantasy Flight Games에서 제작하고 Bruno Faidutti가 디자인한 보드 게임이다.
최대 플레이 가능한 인원은 2명~8명이며, 플레이 시간은 최소 20분에서 최대 3시간 이상 플레이 할 수 있다. 10세 이상의 참여자가 즐기도록 제작되었다. 시타델의 게임 배경은 중세 유럽으로, 플레이어들은 각각 중세 유럽의 영주가 되어 자신들의 도시를 번영시켜야 한다. 게임의 중요 요소는 건축, 속임수(블러핑)이다. 한국어로도 번역되어 발매된 바 있다.
기본 캐릭터 카드 8장, 확장 캐릭터 카드 10장으로 총 18장이며, 건물 카드는 기본 건물 카드 66장, 확장 건물 카드 14장으로 총 80장이다. 또 플라스틱으로 된 금화 30개와 나무 재질로 만들어진 노란색 왕 마커도 포함하고 있다. 누군가 자기 도시에 건물 7채를 먼저 짓는 플레이어가 있다면 그 즉시 게임이 끝나고 그때까지 점수가 가장 높은 플레이어가 시타델 최고의 권력자가 되어 승리한다. 